# Liste der Mitglieder der Deutschen Akademie der Naturforscher Leopoldina/1794
Die Liste der Mitglieder der Deutschen Akademie der Naturforscher Leopoldina für 1794 enthält alle Personen, die im Jahr 1794 zum Mitglied ernannt wurden. Insgesamt gab es acht neu gewählte Mitglieder.

## Mitglieder
| Nr. | Name                        | Beiname           | Geboren       | Aufnahme | Gestorben     | Sektion                      | Bild                       | Datenbank                  |
| --- | --------------------------- | ----------------- | ------------- | -------- | ------------- | ---------------------------- | -------------------------- | -------------------------- |
| 974 | Franz Ferdinand Will        | Eubulus IV.       | 19. Okt. 1747 | 1. Feb.  | 21. Apr. 1814 | Medizin                      |                            | Franz Ferdinand Will       |
| 975 | Johann Jakob Kohlhaas       | Chariton          | 19. Okt. 1747 | 22. Apr. | 19. Juli 1811 | Botanik                      |                            | Johann Jakob Kohlhaas      |
| 976 | Johann Christian Fabricius  | Philistus         | 7. Jan. 1745  | 21. Mai  | 3. März 1808  | Naturgeschichte              | Johann Christian Fabricius | Johann Christian Fabricius |
| 977 | Johann Joseph Kausch        | Dositheus I.      | 16. Nov. 1751 | 23. Jun. | 1825          | Medizin                      |                            | Johann Joseph Kausch       |
| 978 | Heinrich Maria von Leveling | Andreas Carystius |               | 23. Jun. |               | Physiologie                  |                            | Heinrich von Leveling      |
| 979 | Nathanael Ernst Dauter      | Diogenianus       | 11. Feb. 1756 | 23. Sep. | 1. Feb. 1813  | Medizin                      |                            | Nathanael Ernst Dauter     |
| 980 | Philipp Lampe               | Neokles           | 1754          | 23. Sep. | 1827          | Medizin                      |                            | Philipp Lampe              |
| 981 | Johann Latham               | Aristophilus III. | 27. Juni 1740 | 6. Okt.  | 6. Okt. 1837  | Geburtshilfe und Gynäkologie | John Latham                | Johann Latham              |

## Hinweis zu den Lebensdaten
In der Liste sind zunächst die Lebensdaten gemäß Archiv der Leopoldina aufgenommen. Diese beziehen sich bei noch nicht erstellten Namensartikeln auf die Angaben gem. Neigebaur (1860), Ule (1889) und dem Abgleich mit Wikidata. Die Lebensdaten im später erstellten Namensartikel können daher noch von den Lebensdaten in der Liste abweichen.